# Hellend vlak van Hay

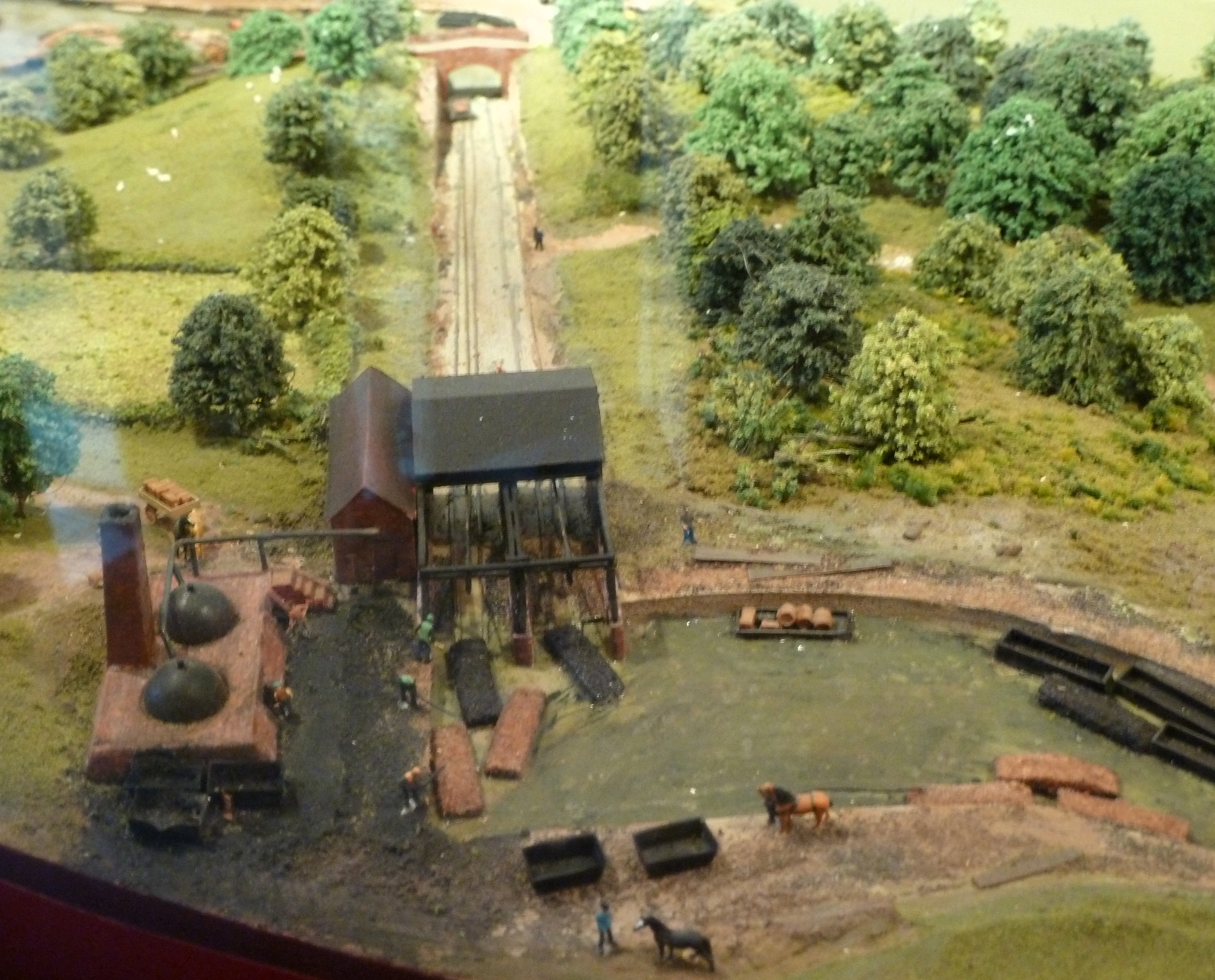
Maquette hellend vlak

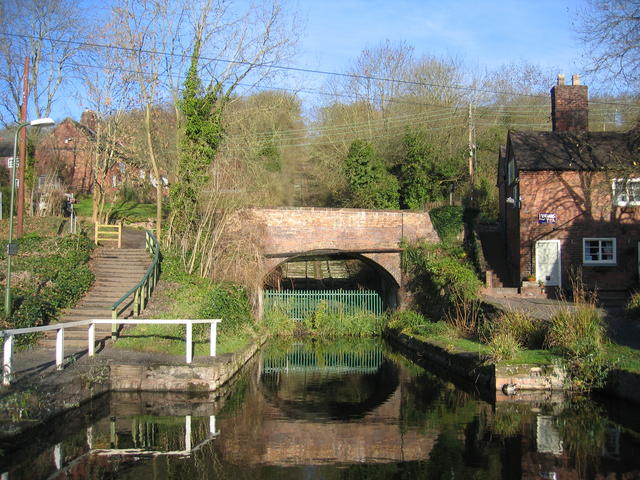
De onderste toegang, achter het hek onder de brug zijn de twee sporen naar boven zichtbaar

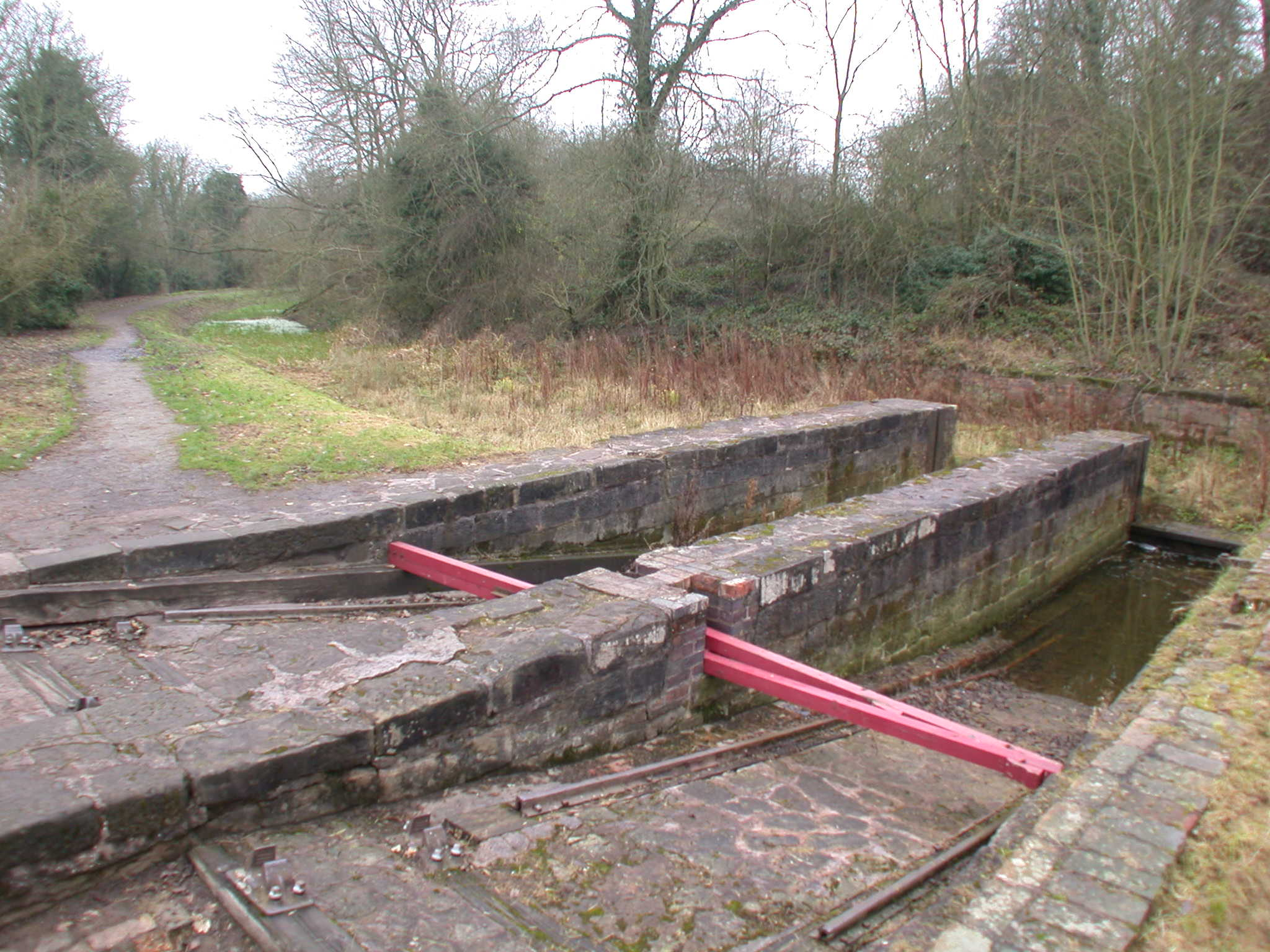
Het bovenste punt, waar de boten in het hoger gelegen kanaal weer te water gaan

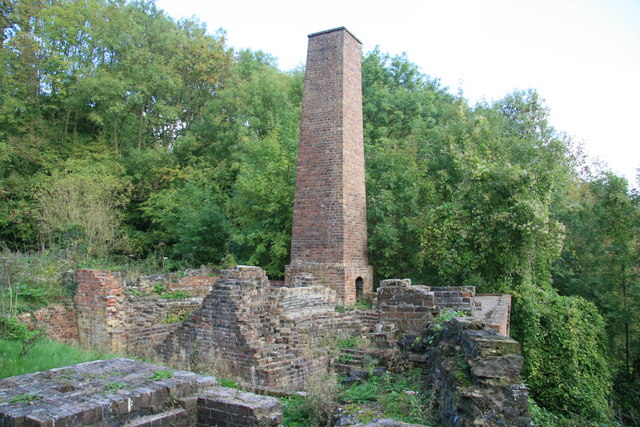
Restanten stookgebouw

Het Hellend vlak van Hay (Engels: Hay Inclined Plane) is een voormalige scheepslift bij de Ironbridge Gorge in Shropshire, West Midlands, Engeland. Het is een hellend vlak op het Shropshire Canal. Het overbrugt een hoogteverschil van 63 meter (207 voet). De helling was in gebruik van 1792 tot 1894.

## Beschrijving
Het hellend vlak werd in 1792 in gebruik genomen en is een ontwerp van William Reynolds. Om het hoogteverschil van 63 meter te overbruggen werden twee parallelle sporen aangelegd. De bakken werden op een kleine spoorwagon gevaren. De spoorwagon op wielen werd over de rails omhoog gelierd waarbij de bak volledig uit het water kwam. Boven aangekomen reed de wagon weer in het water waardoor de bak ging drijven. De bakken hadden geen eigen voorstuwing en werden gesleept naar de plaats van bestemming.
De goederenstroom ging vooral van boven naar beneden. De volle bakken, veelal met steenkool als lading, profiteerden van de zwaartekracht en konden zonder extra kracht de weg naar beneden maken. Er was wel een rem om de snelheid te beperken. Er ging altijd tegelijkertijd een bak mee omhoog en ze fungeerden daarmee als elkaars contragewicht. De lege bakken werden met een lier omhoog gehaald. Bij de top was een klein gebouw met stoommachine voor de lier.
De volle bakken hadden een gewicht van zo'n 5 ton. Een reis lang het hellend vlak duurde minder dan vier minuten, dit was een fractie van de tijd als het hoogteverschil met schutsluizen overbrugd had moeten worden. De helling van het vlak is 1:4, waarmee de totale lengte op ongeveer 250 meter uitkomt. 
In 1894 werd het hellend vlak buiten gebruik gesteld. De rails werd in 1910 weggehaald. In 1969 begon men met het herstel, waarbij ook nieuwe rails is neergelegd.

## Naslagwerk
- Hans-Joachim Uhlemann, Canal lifts and inclines of the world, Engelse vertaling, Internat, 2002, ISBN 0-9543181-1-0